# Henri de Bourbon (1575-1647)
 (octobre 2010).
Si vous disposez d'ouvrages ou d'articles de référence ou si vous connaissez des sites web de qualité traitant du thème abordé ici, merci de compléter l'article en donnant les références utiles à sa vérifiabilité et en les liant à la section « Notes et références ».
Pour les articles homonymes, voir Henri de Bourbon.
Pour les autres membres de la famille, voir Maison de Bourbon-Lavedan.
Henri II de Bourbon, baron et 1er marquis de Malause, seigneur de Miremont, etc., né le 21 février 1575 et mort le 31 décembre 1649.

## Biographie
Fils d'Henri de Bourbon (1544-1611), vicomte titulaire de Lavedan, baron de Malause, et de sa femme Françoise de Saint-Exupéry, dame de Miremont, il est le filleul de Henri IV de France, roi de France, capitaine de cinquante hommes d'armes et maréchal des camps et armées du Roi. Il professa le calvinisme comme son père, Henri de Bourbon (1544-1611), et son fils Louis de Bourbon, lequel conserva sa foi réformée lorsque son père devint catholique.
En 1620, il commande l'Albigeois au nom de l'assemblée de La Rochelle. En 1622, il fait parvenir des renforts à Briatexte, assiégée par les troupes catholiques de César, duc de Vendôme.

### Mariage et descendance
Marié avec Marie ou Madeleine de Châlon (17 février 1583 - ?), dame de Lacaze, fille d'Antoine de Châlon, seigneur de Lacaze, et de son épouse Anne de Lannoy de La Boissière, dont : 
1. Louis de Bourbon (vers 1608- 1667), deuxième marquis de Malause ;
2. Madeleine de Bourbon, mariée à Jacques III de Pérusse des Cars, marquis de Merville, seigneur de Laroquebrou, sénéchal de Guyenne et gouverneur de Bordeaux, puis à Jean Grimoard de Tubières de Pestels, comte de Caylus ;
3. Victoire de Bourbon, épouse d'Armand d’Escodeca, marquis de Mirambeau

### Sources et liens externes
- D'après Nicolas Louis Achaintre, Histoire généalogique et chronologique de la maison royale de Bourbon, tome II.